# Joseph L. Walsh
Joseph L. Walsh (Joseph Leonard „Joe“ Walsh; * 21. September 1895 in Washington, D.C.; † 6. Dezember 1973 in College Park, Maryland) war ein US-amerikanischer Mathematiker, der hauptsächlich in der Analysis arbeitete.

## Leben und Werk
Joseph L. Walsh studierte an der Harvard University. Sein Studium schloss er zunächst 1916 mit einem B.S. und, nach einer Zeit bei der US-Navy im Ersten Weltkrieg, schließlich 1920 mit der Promotion bei Maxime Bôcher ab. Danach arbeitete er zunächst als Dozent in Harvard und studierte auf Forschungsstipendien für jeweils ein Jahr in Paris unter Paul Montel (1920–1921) und in München unter Constantin Carathéodory (1925–1926).
Ab 1935 war er ordentlicher Professor an der Harvard University, wo er 1937 bis 1942 Fakultätsvorstand war. Im Zweiten Weltkrieg diente er wieder als Offizier in der US-Navy (als Lieutenant Commander, nach dem Krieg wurde er zum Captain befördert). Nach seiner Emeritierung in Harvard 1966 war er bis wenige Wochen vor seinem Tod aktiv als Professor an der University of Maryland.
Schwerpunkte seiner Arbeit waren Sätze über die gegenseitige Lage der kritischen Punkte (Nullstellen der Ableitungen) und Nullstellen von Polynomen und Greensfunktionen (harmonischen Funktionen) und die Theorie der Interpolation und Approximation von Funktionen, wo er zum Beispiel die Theoreme von Weierstraß und Runge über Polynomapproximationen verallgemeinerte (Approximationssatz von Walsh). Seine Verallgemeinerungen sind heute Spezialfälle (in einer bzw. zwei Dimensionen) eines Satzes von Mergelyan: Sei eine Funktion f stetig auf einer abgeschlossenen beschränkten Menge S und analytisch für alle inneren Punkte von S, dann kann f auf S gleichmäßig durch Polynome approximiert werden.
Nach ihm sind die Walsh-Funktion und der Walsh-Code benannt. Die als Walsh-Funktionen bekannten orthonormalen Funktionensysteme (die aus „Rechteck“-förmigen Funktionen bestehen) untersuchte er 1923 (American Journal of Mathematics Band 45, S. 5). Sie finden heute weite Verwendung, zum Beispiel in der Signalverarbeitung.
1929 wurde Walsh in die American Academy of Arts and Sciences gewählt. Er wurde 1936 Mitglied der National Academy of Sciences der USA. Von 1949 bis 1951 war er Präsident der American Mathematical Society.

## Veröffentlichungen
- Interpolation and Approximation by rational functions in the complex domain. AMS Colloquium Publications, 1935; 5. Aufl. 1969
- The Location of critical points of analytic and harmonic functions. AMS Colloquium Publications, 1950
- mit John Harold Ahlberg und Edwin Norman Nilson: The theory of Splines and their Applications. Academic Press, 1967, ISBN 0-12-044750-9.